# Liste der Monuments historiques in Mülhausen
Die Liste der Monument historique in Mülhausen verzeichnet alle klassifizierten und eingetragenen Monuments historiques in der elsässischen Stadt Mülhausen.

## Liste der Bauwerke
| Bezeichnung                                   | Beschreibung | Standort                                                                            | Kennzeichnung | Schutzstatus   | Datum     | Bild           |
| --------------------------------------------- | --- | ----------------------------------------------------------------------------------- | ------------- | -------------- | --------- | -------------- |
| Stadtbad                                      | 1911 beschloss der Stadtrat von Mülhausen den Bau eines Bades. Maurice Baumeister zeichnete die Entwürfe. Mit Ausbruch des Ersten Weltkriegs wurde das Projekt unterbrochen, schließlich aber 1925 fertig gestellt. Der lang gestreckte viergeschossige Putzbau besitzt ein zurückgesetztes Obergeschoss, das so eine vorgelagerte Terrasse mit Balustrade besitzt. Man betritt das Gebäude über eine hohe Freitreppe und gelangt zu einem weit herausragenden Mittelrisaliten mit vorgelagertem Portikus mit ionischen Säulen und Figurenschmuck. Hohe Rundbogenfenster beleuchten das Innere der Eingangshalle. Lisenen aus Sandstein gliedern das Gebäude. Zwei Seitenrisalite begrenzen das Gebäude. Die Rückseite des Gebäudes wird von einem halbrunden Mittelrisaliten bestimmt. Die zentrale Schwimmhalle ist zweigeschossig und wird von einem Tonnengewölbe mit Stichkappen überwölbt. Das Bad besitzt zwei Schwimmbecken, Kabinen mit Badewannen und römische Bäder in der ersten Etage. Buntglasfenster von Joseph Ehrismann beleuchten die Schwimmhalle und die römischen Bäder. Erhalten ist die originale Wasserversorgung und der Dampfkessel. | 7 rue Pierre et Marie Curie (Lage)                                                  | PA68000050    | Inscrit        | 2008      | weitere Bilder |
| Bâtiment annulaire                            | Das „Bâtiment annulaire“ (Ringhaus) ist ein runder Wohnblock, in dessen Zentrum ein kleiner Park liegt. Das Gebäude wurde in den Jahren 1952 bis 1955 nach Plänen von Pierre-Jean Guth errichtet. Das Erdgeschoss ist leicht zurückgesetzt und bildet einen Arkadengang mit Geschäften. Die Front des Ringes ist als Eingang zum inneren Park nur als eingeschossiger Arkadendurchgang gestaltet, dann steigen die Wohnhäuser stufenweise an - beginnend mit vier Geschossen bis zu sieben. | 5–14 rue Auguste-Wicky (Lage)                                                       | PA68000047    | Inscrit        | 2006      | weitere Bilder |
| Bollwerk                                      | Das Bollwerk ist Rest der ersten Stadtmauer aus den Jahren 1222 bis 1224. Zwischen zwei Mauerresten mit spitzbogigem Tor steht ein halbrunder Turm aus dem 14. Jahrhundert. Obergeschoss und Dach des Turmes sind nicht mehr im Originalzustand. | Rue de Metz (Lage)                                                                  | PA00085527    | Classé         | 1898      | weitere Bilder |
| Kapelle St-Jean                               | Die Johanneskapelle wurde 1269 vom Johanniterorden erbaut und 1351 umgebaut. Dabei wurde die halbrunde Apsis durch eine rechteckige ersetzt. 1492 bis 1520 wurde das kleine Gotteshaus um eine gewölbte Sakristei erweitert. Aus dieser Zeit (1515) stammen auch die Wandbilder mit Motiven aus dem Leben des heiligen Johannes des Täufers und die Passion Christi. Sie stammen aus der Werkstatt von Hans Herbster unter Beteiligung von Hans Holbein des Jüngeren. Heute dient der Bruchsteinbau mit Walmdach als Lapidarium des Historischen Museums. | Rue Saint-Jean (Lage)                                                               | PA00085523    | Classé         | 1893      | weitere Bilder |
| Cour des Chaînes                              | 1594 erwarb der Landser Hans Lienhart Blech das Vorgängergebäude, ließ es abreißen und ließ den heutigen Kettenhof bauen. Der abgewinkelte Hof bildet mit einem Nebengebäude einen Dreiseithof mit zentralem Innenhof. Im Zentrum der Fassade des Hauptgebäudes sitzt ein oktogonaler Treppenturm dessen beide untere Geschosse mit Sandsteinbändern verkleidet ist. 1675 erwarb der Stadtkämmerer Jean Jacques Sisson das Gebäude und ließ es umbauen. 1773 kaufte es der Industrielle Jean Michel Schwartz und ließ es erneut nach seinen wünschen umgestalten und erweitern. Dabei erhielten die Fenster des dreigeschossigen Putzbaus Segmentbögen. Dabei entstanden auch die beiden Seitenflügel. Man betritt das Gebäude über ein zentrales Portal im Treppenturm. Heute ist das Gebäude Sitz der Volkshochschule. | 11, 13, 15 rue des Franciscains (Lage)                                              | PA00085524    | Inscrit Classé | 1981 1988 | weitere Bilder |
| Cour de Lorraine                              | Im 13. und 14. Jahrhundert war das damals bestehende Gebäude Sitz der Herren von Wunnenberg, später lebten hier Bürgermeister der Stadt Lothringer Hof. Um 1726 erwarb es Vorsitzende der Gerberzunft Pierre Thierry. Er stammte aus Lothringen und damit erhielt das Gebäude auch seinen Namen. 1754 gelangte das Gebäude in den Besitz des Textilindustriellen Jean Henri Dollfus, der es in den Originalzustand zurückversetzen ließ und als Fabrik nutzte. Ab 1876 war hier eine Schule untergebracht. Der dreigeschossige Putzbau hat in der Schaufassade dreizehn Fensterachsen mit Segmentbögen. Die mittleren drei sind in einem Mittelrisaliten gebündelt, der mit einem Dreiecksgiebel abschließt. Im Erdgeschoss ist die mittlere Achse hier als großes Rundbogentor ausgeführt, dessen Schlussstein einen Löwenkopf trägt. Die Fenster im ersten Stock sind hier mit Rundbögen als Fenstertür ausgeführt. Links und rechts sind französische Balkone, in der Mitte ein Balkon auf Konsolen. Der mittlere Rundbogen trägt einen Männerkopf, die beiden seitlichen Rocailledekor.                                                                    | 21 rue des Franciscains (Lage)                                                      | PA00085525    | Inscrit        | 1981      | weitere Bilder |
| Kirche St-Jeanne-d‘Arc                        | Die Kirche wurde 1933 von Paul Kirchacker in Stahlbetonbauweise errichtet und ist eine der größten Kirchen neueren Datums im Elsass. In Anlehnung an die Neobyzantinische Architektur entstand ein Putzbau mit Langhaus, an den sich ein Querhaus anschließt. In der Vierung sitzt eine mächtige achteckige Kuppel. An das Querhaus schließt sich ein Chor mit dreiseitigem Schluss an. Die Fenster der Kirche sind über ein Sohlbankgesims verbunden und jeweils durch ein Doppelkreuz geteilt. Dem Portal ist ein Glockenturm über quadratischem Grundriss zur Seite gestellt, der sich stufig nach oben verjüngt und Figurenschmuck trägt. | 77 Rue Vauban (Lage)                                                                | PA00085759    | Inscrit        | 1990      | weitere Bilder |
| Reste der mittelalterlichen Kirche St-Étienne | Die Stephanskirche wurde um 1186 zu Ehren von Friedrich I. errichtet. In der ersten Hälfte des 14. Jahrhunderts wurde der Chor erbaut. Zwischen 1375 und 1425 folgte ein neues Kirchenschiff, 1504 erhielten die Seitenschiffe Gewölbe. Mit der Einführung der Reformation in Mülhausen wurde die Kirche calvinistisch. 1851 beschloss man, die Kirche wegen Baufälligkeit abzureißen. 1859 bis 1866 entstand an gleicher Stelle ein Neubau. | Place de la Réunion (Lage)                                                          | PA00085782    | Inscrit        | 1992      |                |
| Kirche St-Étienne                             | Die Stephanskirche wurde in den Jahren 1855 bis 1860 nach Entwürfen von Jean-Baptiste Schacre im neogotischen Stil errichtet. Dem Langhaus ist im Nordwesten ein Glockenturm vorangestellt, über dessen spitzbogiges Portal man die Basilika betritt. Dem Langhaus folgt ein hohes Querhaus, dann ein Chor mit ⅝-Schluss. Strebewerk mit Fialen schmückt das Äußere der Kirche. | 14 Rue de la Sinne (Lage)                                                           | PA68000049    | Inscrit        | 2007      | weitere Bilder |
| Hôtel de Ville                                | Das spätmittelalterliche Rathaus aus dem Jahr 1431 brannte 1551 ab. Schon 1552 entstand ein neues. Der dreigeschossige Putzbau mit rechteckigem Grundriss besitzt an den Giebelseiten geschweifte Giebel. Man betritt das Gebäude über eine überdachte, gegenläufige Freitreppe. Die Schauseite ist komplett bemalt. Die Wandbilder wurden 1552 von Christian Bockstorfer aus Konstanz begonnen und 1698 von Johann Gabriel aus Mülhausen erneuert. | 2 Place de la Réunion (Lage)                                                        | PA00085528    | Inscrit Classé | 1929 1961 | weitere Bilder |
| Wohn- und Geschäftshaus                       | Die Wohn- und Geschäftshäuser in den Straßen, die von Süden auf den Place de la Republique zulaufen, wurden im zweiten Viertel des 19. Jahrhunderts von dem Architekten Félix Fries errichtet. Es sind überwiegend dreigeschossige Putzbauten, deren Erdgeschoss zurückgesetzt ist und dem ein Arkadengang mit Rundbögen vorgesetzt wurde, den die Obergeschosse abdecken. Schmale Balkone auf Metallkonsolen liegen oftmals im ersten Stock. Einfache frise schmücken den Baukörper. | 1 rue du Havre 12 rue du Maréchal-Joffre (Lage)                                     | PA00085532    | Inscrit        | 1986      | weitere Bilder |
| Wohnhaus                                      | Erbaut im zweiten Viertel des 19. Jahrhunderts; Architekt war Félix Fries. | 10 avenue du MaréchalJoffre Rue du Havre (Lage)                                     | PA00085541    | Inscrit        | 1986      | weitere Bilder |
| Wohn- und Geschäftshaus                       | Erbaut im zweiten Viertel des 19. Jahrhunderts; Architekt war Félix Fries. | 11 avenue du Maréchal Foch Rue du Havre (Lage)                                      | PA00085536    | Inscrit        | 1986      | weitere Bilder |
| Wohn- und Geschäftshaus                       | Erbaut im zweiten Viertel des 19. Jahrhunderts; Architekt war Félix Fries. | 13 avenue du Maréchal Foch (Lage)                                                   | PA00085537    | Inscrit        | 1986      | weitere Bilder |
| Wohn- und Geschäftshaus                       | Erbaut im zweiten Viertel des 19. Jahrhunderts; Architekt war Félix Fries. | 14 avenue du Maréchal Joffre (Lage)                                                 | PA00085542    | Inscrit        | 1986      | weitere Bilder |
| Wohn- und Geschäftshaus                       | Erbaut im zweiten Viertel des 19. Jahrhunderts; Architekt war Félix Fries. | 15 avenue du Maréchal-Foch (Lage)                                                   | PA00085538    | Inscrit        | 1986      | weitere Bilder |
| Wohnhaus                                      | Erbaut im zweiten Viertel des 19. Jahrhunderts; Architekt war Félix Fries. | 16 avenue du Maréchal Joffre (Lage)                                                 | PA00085543    | Inscrit        | 1986      | weitere Bilder |
| Wohnhaus                                      | Kopfbau auf der Südseite des Place de la République, erbaut im zweiten Viertel des 19. Jahrhunderts; Architekt war Félix Fries. | 4 place de la République 17 avenue du Maréchal-Foch Rue Wilson (Lage)               | PA00085539    | Inscrit        | 1986      | weitere Bilder |
| Maison Zum Lœwenfels                          | um 1764 erbaut | 44 rue des Franciscains (Lage)                                                      | PA00085531    | Inscrit        | 1985      | weitere Bilder |
| Wohn- und Geschäftshaus                       | Die Kopfbauten der strahlenförmig vom Place de la Republique nach Süden und Westen verlaufenden Straßen wurden im zweiten Viertel des 19. Jahrhunderts erbaut. Architekt war Félix Fries. | 2 place de la République 46, 48 avenue Clemenceau 27 rue Wilson (Lage)              | PA00085530    | Inscrit        | 1986      | weitere Bilder |
| Wohn- und Geschäftshaus                       | Erbaut im zweiten Viertel des 19. Jahrhunderts; Architekt war Félix Fries. | 5 avenue du Maréchal Foch Rue de la Bourse (Lage)                                   | PA00085533    | Inscrit        | 1986      | weitere Bilder |
| Café Moll                                     | Kopfbau auf der Westseite des Place de la République, erbaut im zweiten Viertel des 19. Jahrhunderts; Architekt war Félix Fries. | 6 place de la République 18, 20 rue du Maréchal-Joffre Rue Poincaré (Lage)          | PA00085544    | Inscrit        | 1986      | weitere Bilder |
| Wohnhäuser                                    | Erbaut im zweiten Viertel des 19. Jahrhunderts; Architekt war Félix Fries. | 6, 8 avenue du Maréchal Joffre Rue de la Bourse (Lage)                              | PA00085540    | Inscrit        | 1986      | weitere Bilder |
| Gebäude der Société industrielle de Mulhouse  | Das repräsentative Gebäude der Société industrielle ist ein lang gestreckter Gebäuderiegel mit nach hinten liegenden Seitenflügeln und bildet den südlichen Abschluss des Square de la Bourse. Im Zentrum des dreigeschossigen Putzbaus liegt ein Portikus. Das Erdgeschoss wurde auf der gesamten Länge der Fassade zurückgesetzt, um einen Arkadengang mit Rundbögen zu schaffen. Erbaut wurde es in den Jahren 1826 bis 1829 von Jean-Geoffroy Stotz nach Entwürfen des Architekten Félix Fries. | 6, 8, 10, 12 rue de la Bourse Rue du Maréchal Joffre Avenue du Maréchal Foch (Lage) | PA00085529    | Inscrit        | 1986      | weitere Bilder |
| Wohn- und Geschäftshaus                       | Erbaut im zweiten Viertel des 19. Jahrhunderts; Architekt war Félix Fries. | 7 Avenue du Maréchal Foch (Lage)                                                    | PA00085534    | Inscrit        | 1986      | weitere Bilder |
| Wohn- und Geschäftshaus                       | Kopfbau auf der Westseite des Place de la République, 1826 erbaut; Architekt war Félix Fries. | 8 place de la République Rue Poincaré Rue du Maréchal-de-Lattre-de-Tassigny (Lage)  | PA00085545    | Inscrit        | 1986      | weitere Bilder |
| Wohn- und Geschäftshaus                       | Erbaut im 19. Jahrhundert; Architekt war Félix Fries. | 9 avenue du Maréchal Foch Rue du Havre (Lage)                                       | PA00085535    | Inscrit        | 1986      | weitere Bilder |
| Maison Mieg                                   | Der Metzger Valentin Fries erbaute 1560 das Wohnhaus. Seinen Namen erhielt es aber von der Familie Mieg, die das Haus zwischen 1675 und 1840 bewohnte und zu den Besitzern der Textilwerkes Dollfus-Mieg & Cie gehörte. Der schmale traufständige Putzbau am Place de la Réunion ist komplett bemalt. Auffälligster Schmuck des dreigeschossigen Gebäude ist ein hexagonaler Erker mit spitzem Helm. Pilaster, Zahn- und Konsolfriese gliedern den Bau. | 11 Place de la Réunion (Lage)                                                       | PA00085546    | Inscrit        | 1929 1994 | weitere Bilder |
| Schweissdissi                                 | Der „Schweissdissi“ ist eine 1905 entstandene Bronzestatue von Frantz Beer im Tivolipark der Stadt. Sie zeigt einen mit Lendenschurz bekleideten Knecht oder Arbeiter, der sich mit dem Handrücken den Schweiß von der Stirn wischt. | Rue du Tivoli (Lage)                                                                | PA68000054    | Inscrit        | 2008      | weitere Bilder |
| Synagoge                                      | Die Synagoge wurde in den Jahren 1843 bis 1849 von Jean-Baptiste Schacre errichtet. Äußerlich unversehrt überstand die Synagoge auch die Zeit des Nationalsozialismus. Reiche Reliefornamente schmücken die Fassade des Gebäudes im klassizistischen Stil mit orientalisierendem Dekor. | 19 rue de la Synagogue (Lage)                                                       | PA00085547    | Inscrit        | 1984      | weitere Bilder |
| Temple St-Étienne                             | Die evangelische Kirche wurde in den Jahren 1859 bis 1866 nach Entwürfen des Architekten Schacre im neogotischen Stil über einem einfachen, rechteckigen Grundriss ohne Querhaus und Chor errichtet. Vier kleine Türme begleiten das reich verzierte Kirchenschiff, hinter dem ein Glockenturm aufragt, der dem des Freiburger Münsters nachempfunden wurde. | 6 Place de la Réunion (Lage)                                                        | PA00085526    | Classé         | 1995      | weitere Bilder |
| Tour du Diable                                | Der Teufelsturm ist ein Relikt der ersten Stadtmauer aus dem 13. Jahrhundert. Er wurde aus Bruchsteinen über einem nahezu quadratischen Grundriss errichtet und von einem Pyramidendach abgeschlossen. | Rue de la Tour du Diable (Lage)                                                     | PA00085548    | Inscrit        | 1929      | weitere Bilder |
| Tribunal de grande instance                   | Das Gerichtsgebäude wurde 1877/78 vom Architekten Dietrich im Neorenaissancestil errichtet. 1980 erhielt der bis dahin zweigeschossige Bau ein Mezzaningeschoss. Das Gebäude wurde über einem hohen Sandsteinsockel mit Diamantquaderung errichtet. Das Hochparterre ist mit Sandsteinquaderungen verkleidet, darüber schließt ein auskragendes Geschossgesims den Putzbau ab. Während in den einfachen Seitenfassaden Seitenrisalite sitzen, wurde die Schaufassade mit einem Mittelrisaliten aufgewertet, der einen Portikus bildet. Die Fenster des ersten Stockes werden hier von Pilastern gerahmt, die ein Gebälk mit Dreiecksgiebel tragen. | 21 avenue Robert Schuman (Lage)                                                     | PA00085780    | Inscrit        | 1992      | weitere Bilder |
| Tribunal d’Instance                           | Das Amtsgericht wurde zwischen 1899 und 1902 von dem Straßburger Architekten Joseph Müller im Stil des Historismus errichtet. Das Gebäude besteht aus zwei rechtwinklig zueinander stehenden Gebäudeteilen mit Risaliten und Zwerchhäusern, die über einen oktogonalen Turm mit Eingangsbereich verbunden sind. Das Obergeschoss des Turmes ist zurückgesetzt, sodass hier eine Terrasse mit sterinerner Balustrade entstand. | 44 avenue Robert Schuman (Lage)                                                     | PA00085549    | Inscrit        | 1987      | weitere Bilder |
| Kantine von Dollfus-Mieg et Compagnie         | 1746 gründeten Samuel Koechlin, Jean-Jaques Schmalzer und Jean-Henri Dollfus eine Manufaktur zur Herstellung von farbig bedruckten Stoffen. Mit dem Beginn des industriellen Zeitalters konzentrierte sich die Firm dann zunehmend auf die Produktion von Garnen. Bis heute besteht das Unternehmen. Von den einstmals bis zu 9000 Mitarbeitern sind heute gerade 250 übrig. Mehrfach stand das Unternehmen vor der Insolvenz und verkaufte 2008 einen großen Teil seiner Werksanlagen an die Stadt. Diese will aus der Werkskantine ein Kulturzentrum machen. Das großflächige Industriegelände wurde überwiegend im 19. Jahrhundert mit roten Ziegelsteinen errichtet. | 13 rue de Pfastatt (Lage)                                                           | PA68000064    | Inscrit        | 2015      |                |

## Liste der Objekte
Die mehr als 430 als Monument historique geschützten Automobile im Bestand der Cité de l’Automobile werden teilweise in der Liste von historischen Fahrzeugen im Cité de l’Automobile genannt.
| Bezeichnung                                              | Beschreibung                                                                         | Standort                                    | Kennzeichnung | Schutzstatus | Datum | Bild           |
| -------------------------------------------------------- | ------------------------------------------------------------------------------------ | ------------------------------------------- | ------------- | ------------ | ----- | -------------- |
| Gemälde Maria Immaculata                                 | Ölfarbe auf Leinwand, um 1755, vermutlich von Johann Pfunner                         | in der Kirche St-Barthélémy (Lage)          | PM68000543    | Classé       | 1988  |                |
| Altarkreuz- und leuchter                                 | Silber, vergoldet, 1930                                                              | in der Kirche Sacré-Cœur (Lage)             | PM68000827    | Classé       | 2004  |                |
| Orgel                                                    | Haupteintrag für PM68000908                                                          | in der Synagoge (Lage)                      | PM68000907    | Inscrit      | 1985  |                |
| Instrumentalteil der Orgel                               | 1891/92 von Charles Wetzel gebaut                                                    | in der Synagoge (Lage)                      | PM68000907    | Inscrit      | 1985  |                |
| Gemälde Jesus am Ölberg                                  | Ölfarbe auf Leinwand, 1861 von Émile Zipelius                                        | in der Kirche St-Martin (Lage)              | PM68001453    | Inscrit      | 1995  |                |
| Gemälde Kreuzigung                                       | Ölfarbe auf Leinwand, Ende des 17. Jahrhunderts                                      | in der Kirche St-Martin (Lage)              | PM68001455    | Inscrit      | 1995  |                |
| Kirchenfenster                                           | zwischen 1320 und 1350 angefertigt, 1905 ergänzt                                     | im Temple St-Étienne (Lage)                 | PM68000246    | Classé       | 1921  | weitere Bilder |
| Grabdenkmal für Chrétien Chytraeus                       | Sandstein, 1638                                                                      | im Temple St-Étienne (Lage)                 | PM68001447    | Inscrit      | 1995  |                |
| Wandvertäfelung                                          | Eichen- und Tannenholz, nach 1552                                                    | im Hôtel de Ville (Lage)                    | PM68000248    | Classé       | 1961  |                |
| Orgel                                                    | Ensemble aus PM68002090 und PM68002091                                               | in der Kirche St-Paul (Lage)                | PM68002089    | Classé       | 2018  |                |
| Orgelprospekt                                            | 1896 von Dalstein-Haerpfer gebaut, 1908 unter Leitung von Albert Schweitzer umgebaut | in der Kirche St-Paul (Lage)                | PM68002091    | Classé       | 2018  |                |
| Instrumentalteil der Orgel                               | 1896 von Dalstein-Haerpfer gebaut, 1908 unter Leitung von Albert Schweitzer umgebaut | in der Kirche St-Paul (Lage)                | PM68002090    | Classé       | 2018  |                |
| Kelch, Ziborium und Monstranz                            | Silber, vergoldet, 1930                                                              | in der Kirche Sacré-Cœur (Lage)             | PM68000826    | Classé       | 2004  |                |
| Grabdenkmal für Caspar von Hohenfirst                    | Sandstein, 1642                                                                      | im Temple St-Étienne (Lage)                 | PM68001448    | Inscrit      | 1995  |                |
| Grabdenkmal für Jean-Georges Salathé                     | Sandstein, 1704                                                                      | im Temple St-Étienne (Lage)                 | PM68001449    | Inscrit      | 1995  |                |
| Grabdenkmal für Friedrich Ludwig Waldner von Freundstein | Sandstein und Marmor, 1735                                                           | im Temple St-Étienne (Lage)                 | PM68001452    | Inscrit      | 1995  |                |
| Gemälde Anbetung der Hirten                              | Ölfarbe auf Leinwand, 1609                                                           | in der Kirche St-Martin (Lage)              | PM68001454    | Inscrit      | 1995  |                |
| Güterwaggon zum Transport von Flüssigeisen               | Bauart 101 Unimétal, normalspurig, 1957 bei Schneider-Creusot gebaut                 | in der Cité du Train (Lage)                 | PM68000675    | Classé       | 1993  | weitere Bilder |
| Orgel                                                    | Haupteintrag für PM68000664                                                          | in der Kirche St-Jean (Lage)                | PM68000906    | Classé       | 1992  |                |
| Orgelprospekt                                            | 1764/66 von Johann Andreas Silbermann gebaut                                         | in der Kirche St-Jean (Lage)                | PM68000664    | Classé       | 1992  |                |
| Kruzifix                                                 | Lindenholz, farbig gefasst, Ende des 15. Jahrhunderts                                | in der Kirche Ste-Marie-Auxiliatrice (Lage) | PM68000727    | Classé       | 1995  | weitere Bilder |
| Wandgemälde Rütlischwur                                  | 1681/82 von Daniel Hofer und Hans Conrad Bodan                                       | im Hôtel de Ville (Lage)                    | PM68000247    | Classé       | 1961  |                |
| Sturmglocke                                              | Bronze, Anfang des 14. Jahrhunderts                                                  | im Temple St-Étienne (Lage)                 | PM68001450    | Inscrit      | 1995  |                |
| Kirchengestühl für den Stadtrat                          | Eichenholz, 1637                                                                     | im Temple St-Étienne (Lage)                 | PM68001451    | Inscrit      | 1995  |                |
| Grabdenkmal für Émile Hubner                             | Kalksteinstele, Bronzeputto und -relief, 1890 von Frédéric-Auguste Bartholdi         | auf dem Hauptfriedhof (Lage)                | PM68001501    | Inscrit      | 1995  |                |